# KoreKorea
KoreKorea était un terme utilisé pour désigner les filles de Kiribati que les pêcheurs coréens payaient pour obtenir des relations sexuelles. Elles sont désormais appelés localement ainen matawa "par respect pour les sensibilités coréennes", car le mot "Korekorea" était ouvertement lié à la nationalité principale de leurs clients. Les filles ont environ dix-huit ans mais certains cas de prostituées âgées de quatorze ans ont déjà été signalés,. Elles montent à bord des bateaux de pêche étrangers et se livrent à des relations sexuelles en échange d'argent, de vêtements et de poisson,.

## Signalement
Un article de presse publié en 2005 dans The Korea Times a déclaré que, selon l'ECPAT Corée, les "te korekorea" sont « les cas les plus connus d'exploitation sexuelle des enfants à des fins commerciales ».

## Pays impliqués

### Implication des Kiribati
Un article de presse de 2006 dans The Sydney Morning Herald a déclaré que « tous les bateaux de pêche coréens avaient été interdits par les Kiribati de se rendre dans les ports des Kiribati pendant un certain temps en 2003 à la suite d'informations du Korea Herald selon lesquelles 30 à 50 filles, pour la plupart mineures, étaient au service des pêcheurs coréens ».
Le problème des KoreKorea est traité par une institution coréenne en collaboration avec le gouvernement de Kiribati coopérant avec le programme de chômage des jeunes de l'OIT et avec l'Agence néo-zélandaise d'aide internationale et de développement (NZAID).

### Implication de la Corée du Sud
Un article de presse de 2005 dans The Korea Times a déclaré que la Commission nationale de la jeunesse essaierait de faire punir les « pêcheurs coréens » car la loi contre la prostitution juvénile de la Corée du Sud n'autorisait pas le commerce du sexe.

## Enfants mixtes
Un article de presse publié en 2005 dans The Hankyoreh a déclaré que des enfants étaient nés à la suite des relations sexuelles entre certaines KoreKorea et des pêcheurs coréens.
Un rapport de 2010 du Groupe international de recherche sur le VIH de l'Université de Nouvelle-Galles du Sud a déclaré que des enfants étaient nés de l'union d'un certain nombre d'ainen matawa et de marins coréens, et le rapport indiquait que les pères coréens envoyaient un soutien financier à ces enfants.

## Clients des Ainen Matawa

### Utilisation du préservatif
Un document intitulé "Synthesis_Kiribati_2013" sur le site Web de l'Institut Burnet déclare que " 'utilisation du préservatif est intermittente" parmi les "ainen matawa".

## Ainen matawa

### Âge des Ainen Matawa
Un article de presse de 2005 dans The Hankyoreh a déclaré que les femmes de KoreKorea avaient environ 18 ans.
Un rapport de 2006 de l'UNICEF Pacifique indiquait que « 80 jeunes te korekorea ... avaient visité des bateaux dans le port en 2000 ».
Un article de presse publié en 2007 dans The Korea Times a déclaré que les "te korekorea" étaient des adolescentes, et 8 des 24 te korekorea interrogées avaient moins de 19 ans et une avait 14 ans. L'article de presse disait également que l'âge auquel les te korekorea commençait à travailler pour la première fois était « en train de rajeunir ».
Un rapport de 2008 de l'Agence des pêches du Forum des îles du Pacifique a déclaré que «les adolescentes des îles périphériques» étaient le groupe qui était « particulièrement vulnérable à devenir Te korekorea ».
Un rapport de 2010 réalisé par le Groupe international de recherche sur le VIH de l'Université de Nouvelle-Galles du Sud a déclaré que les « ainen matawa » étaient des « jeunes femmes ».
Un document de 2012 rédigé par l'Association des collectivités locales de Kiribati expliquait le terme « ainen matawa » désignait une « prostitution adolescente, impliquant de très jeunes filles ».
Une page Web sur le site Web de l'UNICEF indiquait que les « korekorea » étaient des « jeunes femmes ».

### Stigmatisation des Ainen matawa
Un document de 2013 de l'Organisation mondiale de la santé a déclaré que les ainen matawa "étaient empêchés d'utiliser les services de santé sexuelle et reproductive, en raison de la stigmatisation, la discrimination, la violence et / ou l'exclusion sociale auxquelles elles étaient confrontées.
Un rapport de 2013 sur le site Web du département d'État des États-Unis a déclaré que les ainen matawa étaient stigmatisés au sein de leur société.
Un rapport de 2014 de Centre mondial sur le poisson a déclaré que les ainen matawa étaient « socialement marginalisés », car ce qu'elles faisaient allait à l'encontre des valeurs de leur culture.